# Catedral de la Transfiguración (Bender)
La Catedral de la Transfiguración (en rumano: Catedrala Schimbarea la Față din Tighina; en ruso: Преображенский кафедральный собор) es el nombre que recibe un templo ortodoxo ruso en la diócesis de Tiráspol y Dubossary, en Bender una localidad controlada por Transnistria, independiente de facto de Moldavia.
Su historia data de 1814 cuando se trabaja en la expansión de la fortaleza local. Fue construida entre 1815 y 1820 para constituir un símbolo de la liberación del lugar del dominio turco otomano.
Fue consagrada el 5 de diciembre de 1819. Desde 1918 hasta 1944 (a excepción del periodo soviético, 1940 - 1941 ) la iglesia parroquial pertenecía a la Iglesia ortodoxa rumana .
Desde 1948 la catedral fue puesta bajo la protección del Estado como un monumento de la arquitectura de principios del siglo XIX.